# Tuğba Karademir
Tuğba Karademir (ur. 17 marca 1985 w Ankarze) – turecka łyżwiarka figurowa startująca w kategorii solistek. 
Zaczęła jeździć na łyżwach w wieku lat 5, na świeżo uruchomionym, pierwszym w Ankarze lodowisku. Gdy miała 12 lat i okazało się, iż posiada predyspozycje do uprawiania łyżwiarstwa, rodzina - chcąc zapewnić jej jak najlepsze warunki - przeniosła się do Kanady, gdzie mieszkają po dziś dzień, w miejscowości Barrie.
Jest pierwszą w historii łyżwiarką z Turcji, która wystąpiła na igrzyskach olimpijskich (Turyn 2006). Na ceremonii otwarcia niosła turecką flagę.

## Strony zewnętrzne
- Strona oficjalna (archiwum). tugbakarademir.org. [zarchiwizowane z tego adresu (2010-06-04)].
- Tuğba Karademir na stronie ISU (ang.)